# 北兴安薹草
北兴安薹草（学名：Carex borealihinganica）为莎草科薹草属下的一个种，为中国的特有植物。分布在中国大陆的黑龙江省等地，生长于海拔200米的地区，多生于山坡，目前尚未由人工引种栽培。

## 扩展阅读
維基物種上的相關：北兴安薹草